# Filipendula auriculata
Filipendula auriculata är en rosväxtart som först beskrevs av Jisaburo Ohwi, och fick sitt nu gällande namn av Siro Kitamura. Filipendula auriculata ingår i släktet älggrässläktet, och familjen rosväxter. Inga underarter finns listade i Catalogue of Life.